# Mânzătești (okręg Vaslui)
Mânzătești – wieś w Rumunii, w okręgu Vaslui, w gminie Mălușteni. W 2011 roku liczyła 391 mieszkańców.